# Chris Carter
Chris Carter (13. listopada 1957.), američki je producent i scenarist a najpoznatiji je kao tvorac TV-serije "Dosjei X" i njen izvršni producent.

## Životopis
Rodio se u Bellfloweru, predgrađu Los Angelesa u skromnoj obitelji Williama Cartera, građevinskog radnika. Obitelj je sačinjavao i mlađi brat Craig koji danas radi kao znanstveni istraživač u Nacionalnom institutu za standarde i tehnologiju.  Godine 1979. Chris Carter je diplomirao novinarstvo na državnom sveučilištu Kalifornije u Long Beachu. Poslije toga je radio kao slobodni novinar, često putujući po inozemstvu. Ljubav prema sportu (surfanju, softballu i bejzbolu), imat će bitnog utjecaja na njegovu karijeru, isto kao i ljubavna veza sa scenaristicom Dori Pierson, koju je upoznao 1983. i s kojom se oženio 1987. 
Godine 1985. Carter se, na nagovor Dori koja je otkrila njegov talent, zapošljava kao scenarist u studijima Walt Disneya. Tamo je pisao scenarije i producirao TV-filmove, isto kao i pilot za NBC-jevu seriju "Cameo By Night" i "Nanny", komediju situacije za Disney Channel. Na jednog utakmici softballa Carter je upoznao Brandona Tartikoffa, jednog od vodećih ljudi u NBC-u, koji mu je povjerio mjesto koproducenta humorističke seriju "Brand New Life". Carter se 1989. vratio u Disney, ali je ostavio dobar dojam na Petera Rotha, predsjednika tvrtke "Stephen J. Cannel Production" koji ce kasnije prijeći u "20th Century Fox". Godine 1992. Roth je pozvao Cartera da za tu kuću počne stvarati TV-serije, što je Carter i prihvatio te započeo rad na "Dosjeima X". 1997. g. u anketi koju je sproveo, časopis "Time" je Chrisa Cartera smjestio među 25 najutjecajnijih Amerikanaca današnjice.

## Filmografija

### Film
| Godina | Film                      | Uloga                   |
| ------ | ------------------------- | ----------------------- |
| 1986   | The B.R.A.T. Patrol       | Pisac                   |
| 1988   | Meet the Munceys          | Pisac                   |
| 1998   | Dosjei X                  | Pisac                   |
| 2008   | Dosjei-X: Želim vjerovati | Pisac, redatelj, glumac |